# Cantonul Amou
Cantonul Amou este un canton din arondismentul Dax, departamentul Landes, regiunea Aquitania, Franța.

## Comune
- Amou (reședință)
- Argelos
- Arsague
- Bassercles
- Bastennes
- Beyries
- Bonnegarde
- Brassempouy
- Castaignos-Souslens
- Castelnau-Chalosse
- Castel-Sarrazin
- Donzacq
- Gaujacq
- Marpaps
- Nassiet
- Pomarez